# 蜂文太
蜂 文太（はち ぶんた、9月9日 - ）は、日本の漫画家、イラストレーター。山形県出身。血液型はA型。
「BIRTHday（ばーすでい）」という別名義を使うこともあり、両名義ともにトレードマークとして自画像や署名の一部などでデフォルメされて丸みを帯びた蜂を描くことがある。1984年、『INDIGESTION』でデビュー。
代表作は『武天のカイト』、『ワールドヒーローズ 光龍伝』など。

## 概要
『月刊少年ガンガン』にて『武天のカイト』の連載。この作品により蜂文太名義としては初の単独名義の単行本発売となり、それ以降の連載、単行本化作品に『ワールドヒーローズ 光龍伝』などがある。
ストーリーを専門の原作者に委ねることやコミカライズ作品の執筆も多く、対象と出来る読者層は幅広い。『月刊少年ガンガン』の連載歴や『ファミ2コミック』での『超操縦メカ MG』の連載歴などの児童誌の雰囲気を強く持つ漫画雑誌から、『ビッグコミックビジネス』などの社会人向け漫画誌への掲載歴、後述する別名義での執筆活動など多岐にわたる。だが少年漫画での活動が圧倒的に多く、少年漫画執筆を主体としている。数々の4コマ、アンソロジーコミックの参加、雑誌読み切りの執筆などの活動を展開。スーパーロボット大戦シリーズなどのSFアニメのアンソロジー参加が特に多い傾向がある。また、女性の描き方として非常に肉感的な傾向にあり、美少女キャラクター対戦型ゲームブックの『クイーンズブレイド』のアンソロジーにも参加している。
その作風を生かし、「BIRTHday」名義で成人向け漫画も執筆。
オリジナル作品ではSF色の強い舞台を描くことが多く、その作風を生かして漫画以外にもアニメ制作に携わることもある。
『峰文太（みねぶんた）』や『蟻文太（ありぶんた）』と表記されている出版物は誤植である。

## 作風
概要でも述べた通り女性の描き方として非常に肉感的であり、描かれる成人女性は往々にして巨大な乳房（巨乳）の持ち主である。しかしながら顔の描き方に関しては童顔であることが多く、大きく丸みを帯びた目を描き、一見して萌え絵風となっている。萌え絵の他の特徴として、スーパー・デフォルメされたちびキャラを作品の中に登場させることもある。
格闘技を題材にした漫画を得意としていて躍動感、臨場感の溢れる格闘シーンを描く。特に闘いによってダメージを受けた人間の描き方は独特の手法を用いて、目から瞳を完全に失って白目となる。
また『可変少女シャルディ』などでメカ少女を題材にすることもあり、装甲を纏った女性を描くことも多い。
BIRTHday名義では作品テーマとしてファンタジーや格闘も積極的に取り入れ、成人向け漫画と融合させている。

## 別名義

### BIRTHday名義
BIRTHday名義は主に成人向け漫画執筆用のペンネームとしての使い分けがみられる。
この名義は蜂文太名義以前より使用しており、BIRTHday名義で『レモンピープル』1984年10月増刊号『美少女inオカルト・ハウス』に掲載された『INDIGESTION 消化不良』（単行本掲載時のタイトル『消化不良 -INDIGESTION-』）を商業誌デビュー作品としている。
1980年代後半から『レモンピープル』などで作品を発表しているが、『VARIABLE SHALDY 可変少女シャルディ』や短編などの数多くが未単行本化のまま残されている作品もある。そのような未単行本の作品は勿論、最近では絶版や重版未定などの理由から入手し難い作品もあるが、アンソロジーコミックに参加した一部の作品はDMM.ADULTにおいてダウンロード販売されている。

### 同人活動名義
『レモンピープル』での執筆に並行するようにカクリッパ編集部、イボンプロジェクトというサークルに参加して同人活動もしていた。
カクリッパではBIRTHday名義を使ってサークル参加していて、『可変少女シャルディ』の番外編作品を掲載したこともあり、イボンでも『シャルディ』を掲載したことがある。だが、イボンでのサークル参加時は定まったペンネームを使っておらず、使い捨てのように参加のたびにペンネームを変えている。

## 作品リスト
両名義の単独名義作品については絶版になっている作品もあり、入手困難となっている。

### 蜂文太作品リスト

#### 単独名義作品
- 武天のカイト
  - スクウェア・エニックス刊（全3巻）／原作：鈴木俊介 「月刊少年ガンガン」

  1. ガンガンコミックス1993年10月発行（ISBN 4-87025-061-6）
  2. ガンガンコミックス1994年03月発行（ISBN 4-87025-078-0）
  3. ガンガンコミックス1994年05月発行（ISBN 4-87025-084-5）
- ワールドヒーローズ 光龍伝
  - 光文社刊（全3巻） 「少年王」

  1. 少年王コミックス1995年06月発行（ISBN 4-334-80271-0）
  2. 少年王コミックス1996年04月発行（ISBN 4-334-80318-0）
  3. 少年王コミックス1997年04月発行（ISBN 4-334-80368-7）
- 会造人間ゲン
  - 大都社刊
  - 全1巻 Daito コミックス2002年02月発行（ISBN 4-88653-447-3）
- 今、買っていいマンション買ってはいけないマンション
  - 小学館刊 ／監修：長嶋修
  - 全1巻 Big comic books 2002年12月発行（ISBN 4-09-371210-7）

#### アンソロジーコミック
- 光文社
  - アナザーセンチュリーズエピソード（ISBN 978-4-334-80620-0）
  - スーパーロボット大戦GC 4コマギャグバトル（ISBN 978-4-334-80617-0）
- 双葉社
  - 機動戦士ガンダム ギレンの野望 ジオンの系譜 4コマ戦線（ISBN 4-575-93706-1）
  - どきどき魔女神判! 4コマKINGDOM（ISBN 978-4-575-94128-9）
- 一迅社
  - 勇者王ガオガイガー FINAL コミックアンソロジー（ISBN 4-7580-0133-2）
  - 機動戦士ガンダム ギレンの野望 4コマKINGS（ISBN 4-921066-06-X）
- 宙出版
  - スーパーロボット大戦α for dreamcast（ISBN 4-87287-571-0）
  - ファンタシースターオンラインVer.2（ISBN 4-87287-542-7）
- ホビージャパン
  - クイーンズブレイドアンソロジーコミック2（ISBN 978-4-89425-578-4）
  - クイーンズブレイドアンソロジーコミック4（ISBN 978-4-89425-669-9）

- 備考

上記以外にも多数のアンソロジーコミックに執筆参加。他にアスキー、一迅社、エンターブレイン、宙出版、学研、勁文社、バンダイ、双葉社、ムービック、メディアファクトリー、ワニマガジン社などの出版社において執筆歴あり。
また、単行本化されていない雑誌掲載歴に、『ゲーメスト』（新声社）での『メタルフリークス』連載や『ビッグコミックビジネス』（小学館）での原案者を招いてのノンフィクション漫画や経済漫画の連載、『ファミ2コミック』（エンターブレイン）での『超操縦メカ MG』の連載があり、『マル勝スーパーファミコン』（角川書店）や『アクションピザッツ』（双葉社）、『サイバーコミックス』（バンダイ）、『Young Hip』（ワニマガジン社）などの掲載歴もある。他にも小学館による自費出版漫画制作サービスのコミ・コミ（Comic Communication）の参加やChararinaでキャラクターイラストなども手掛ける。

#### アニメ
- ベターマン - デザイン協力[注 1]

#### その他
- 世界でいちばん強くなりたい!（夏木きよひと コミック アース・スター連載） - 演出協力

### BIRTHday作品リスト

#### 単独名義作品
- アンデッドリタナーソウ
  - 久保書店刊（1990年5月、ISBN 4-7659-0263-3）
- 銀のバク〈上〉
  - 久保書店刊（1994年4月、ISBN 4-7659-0359-1）
- BIRTHDAY PRESENT
  - 宙出版刊（2005年3月24日、ISBN 4-7767-1576-7）

#### アンソロジーコミック
あまとりあ社で発行された下記アンソロジーコミックはDMM.ADULTでダウンロード販売されている。
- あまとりあ社刊
  - 秘密の花園（2002年3月、ISBN 4-8704-2377-4）
  - ナースの蜜戯（2002年5月、ISBN 4-87042-378-2）
  - 天使の下唇（2002年7月、ISBN 4-87042-379-0）
  - 甘い蜜の館（2002年9月、ISBN 4-87042-380-4）
- 宙出版刊
  - 妖獣戦記 辱（2004年11月、ISBN 4-7767-9069-6）

### 同人活動作品リスト
同人活動によって発表された作品を商業用アンソロジーコミックに再録したもの。
- ふゅーじょんぷろだくと刊
  - 美少女症候群3（1986年4月、ISBN 4-89393-141-5）
  - 美少女症候群4（1986年11月、ISBN 4-89393-143-1）
  - 美少女症候群5（1987年6月、ISBN 4-89393-144-X）
- 白夜書房刊
  - ティータイム 4（1988年6月、ISBN 4-893671-08-1）
- JIGEN刊
  - 同人誌コレクション FOR BOYS 2（1989年11月、ISBN 4-938343-01-0）

## 関連人物
主に原作者、原案者。
- 冴夏（さいか） - 『VARIABLE SHALDY 可変少女シャルディ』原作など
- 本多拓弥（ほんだたくや） - 『銀のバク』、『メタルフリークス』原作など
- 鈴木俊介（すずきしゅんすけ） - 『武天のカイト』原作
- 中島茂信（なかじましげのぶ） - 『マーケットを掘り起こせ!』原案など
- 長嶋修（ながしまおさむ） - 『今、買っていいマンション買ってはいけないマンション』監修